# Shogo Sasaki
Shogo Sasaki (佐々木 翔悟 Sasaki Shogo?), född 25 juli 2000 i Ibaraki prefektur, är en japansk fotbollsspelare.
Sasaki började sin karriär 2019 i Kashima Antlers. Augusti 2020 blev han utlånad till Iwate Grulla Morioka.